# Avicularia surinamensis
Avicularia surinamensis is een spin uit de familie vogelspinnen (Theraphosidae) en lid van het geslacht Avicularia. Deze spin treft men voornamelijk in Suriname aan.